# Birthe Hegstad
Birthe Kunewa Hammond Hegstad (* 23. Juli 1966 in Trondheim) ist eine ehemalige norwegische Fußballspielerin, die von 1987 bis 1994 für die A-Nationalmannschaft spielte.

## Karriere

### Vereine
Hegstad kam zuletzt in der Spielzeit 1997 für Athene Moss, dem Nachfolgeverein des Sprint/Jeløy SK zum Einsatz und auch für diesen zuvor (Meisterschaft 1993). Davor war sie als Spielerin für die Klepp IL aktiv, mit der sie 1989 den nationalen Vereinspokal gewann, und für den in Bærum ansässigen Jugendverein IL Jardar. Das erste und einzige Mal im Ausland, war sie für das Sport-Team der University of North Carolina at Chapel Hill, die Tar Heels, in der Atlantic Coast Conference der NCAA Division I in den Vereinigten Staaten während ihrer Studienzeit von 1985 bis 1988 aktiv.

### Nationalmannschaft
Hegstad bestritt am 5. Juli 1987 im Alter von 20 Jahren ihr erstes Länderspiel beim 0:3 im ersten Länderspiel der Norwegerinnen gegen die US-amerikanische Nationalmannschaft. Nach einem weiteren Länderspiel 1987 gegen die Nationalmannschaft Finnlands, in dem sie ihr erstes Länderspieltor erzielte, und zwei Spielen 1988 wurde sie für das FIFA-Frauen-Einladungsturnier 1988 – die inoffizielle Weltmeisterschaft – nominiert und in allen sechs Spielen eingesetzt. Die Norwegerinnen gewannen das Turnier mit dem 1:0-Finalsieg über die Nationalmannschaft Schwedens. Ein Jahr später nahm sie mit Mannschaft an der Europameisterschaft  teil, bei der die Norwegerinnen ihren Titel an die Nationalmannschaft Deutschlands verloren. Zwei Jahre später glückte die Titelrückeroberung nicht – erneut verloren sie im Finale gegen die Nationalmannschaft Deutschlands. Dabei hatte sie ihre Mannschaft in der 54. Minute in Führung gebracht, musste jedoch acht Minuten später den Ausgleich hinnehmen und – nachdem in der regulären Spielzeit keine Tore mehr erzielt wurden – mussten in der Verlängerung noch zwei weitere Tore hingenommen werden. Mit dem Erreichen der Endrunde hatten sich die Norwegerinnen jedoch für die erste (offizielle) Weltmeisterschaft 1991 qualifiziert; sie erreichten das Finale, verloren dieses gegen die US-amerikanische Nationalmannschaft. Im Turnier wurde sie in allen Spielen eingesetzt und nur in den ersten beiden Gruppenspielen als die Ergebnisse feststanden nach 59 Minuten ausgewechselt. Im Turnier um die Europameisterschaft 1993 erreichte sie mit Norwegen erneut das Finale und durch ihr 1:0-Siegtor über die Nationalmannschaft Italiens gewann die Nationalmannschaft Norwegens zum zweiten Mal den Europameistertitel.
1994 gewann sie mit der A-Nationalmannschaft das erstmals ausgetragene Turnier um den Algarve-Cup; ein Jahr später bestritt sie in diesem Turnier im Spiel um Platz 3 gegen die US-amerikanische Nationalmannschaft ihr letztes Länderspiel. In 83 Länderspielen hatte sie 23 Tore erzielt, mit denen sie zu dem Zeitpunkt drittbeste Torschützin der Norwegerinnen war. Für die WM 1995, die ihre Mannschaft mit dem Titel abschloss, wurde sie nicht mehr berücksichtigt.

## Erfolge
Nationalmannschaft
- Finalist Weltmeisterschaft 1991
- Inoffizieller Weltmeister 1988
- Europameister 1993
- Finalist Europameisterschaft 1991, 1989
- Algarve-Cup-Sieger 1994, -Dritter 1995

Vereine
- Norwegischer Meister 1993 (mit Sprint/Jeløy SK)
- Norwegischer Pokalsieger 1989 (mit Klepp IL)